# Compsodes
Compsodes (лат.) — род насекомых из семейства тараканов-черепашек отряда тараканообразных. Ареал рода охватывает юг Северной Америки и Центральную Америку от южных штатов США до Панамы и острова Гаити.

## Описание
Длина тела имаго до 7 мм. Глаза хорошо развиты. Поверхность тела в волосках. Характерен половой диморфизм: самки в отличие от самцов бескрылы

## Виды
В роде Compsodes 4 вида:
- Compsodes cucullatus (Saussure & Zehntner, 1894) — юго-восток Северной и Центральная Америка;
- Compsodes delicatulus (Saussure & Zehntner, 1894) — Центральная Америка (Гватемала);
- Compsodes perezgelaberti Gutiérrez, 2012 — сухие сезонные леса на известняках в восточной части острова Гаити (Карибское море, Центральная Америка);
- Compsodes schwarzi (Caudell, 1903) — юг Северной Америки (Техас, Аризона, Флорида, Мексика).